# Zellingen
Zellingen è un comune mercato tedesco di 6 469 abitanti, situato nel circondario del Meno-Spessart nel distretto della Bassa Franconia nel land della Baviera.